# Júbilo Iwata
Júbilo Iwata (Nhật: ジュビロ磐田 Hepburn: Jubiro Iwata) là một câu lạc bộ bóng đá chuyên nghiệp Nhật Bản hiện đang thi đấu tại J. League Hạng 2 (J2). Tên của câu lạc bộ Júbilo có nghĩa là 'niềm vui' trong tiếng Tây Ban Nha và tiếng Bồ Đào Nha. Câu lạc bộ đóng quân tại Iwata, Shizuoka và họ thi đấu tại Sân vận động Yamaha. Với những trận đấu lớn của họ như là trận derby Shizuoka với Shimizu S-Pulse hay đối đầu với một vài câu lạc bộ lớn tại J1, Júbilo thi đấu trên lớn hơn là Sân vận động Ecopa ở Thành phố Fukuroi, một sân được xây dựng để tổ chức vòng chung kết FIFA World Cup 2002. Họ tập luyện tại Okubo Ground ở Iwata và Iwata Sports Park Yumeria.
Là một trong những câu lạc bộ thành công nhất J. League, Júbilo đã ba lần giành J. League và ba lần ở vị trí á quân. Júbilo chính là câu lạc bộ Nhật Bản thành công nhất trên đấu trường quốc tế với 3 lần liên tiếp vào chung kết Asian Club Cup, một lần vô địch và 2 lần á quân.

## Lịch sử
Câu lạc bộ thành lập năm 1970 ban đầu là câu lạc bộ của công ty Yamaha Motor. Sau khi thi đấu tại các giải khu vực của Shizuoka và Tōkai, họ thi đấu tại Japan Soccer League cho tới khi J. League được tổ chức năm 1992.

## Danh hiệu
Quốc nội
- Japan Soccer League (tới 1992) / J. League Hạng 1: 4

1987–88, 1997, 1999, 2002
- Japan Soccer League Hạng 2 (tới 1992) / J. League Hạng 2: 1

1982
- Cúp Hoàng đế: 2

1982, 2003
- J. League Cup: 2

1998, 2010
- Siêu cúp Nhật Bản: 3

2000, 2003, 2004
Quốc tế
- Asian Club Championship: 1

1999
- Suruga Bank Championship: 1

2011

## Kết quả tại J.League
| Mùa giải | Hạng | Số đội | Vị trí | Trung bình khán giả | J. League Cup | Cúp Hoàng đế | châu Á | châu Á    |
| -------- | ---- | ------ | ------ | ------------------- | ------------- | ------------ | ------ | --------- |
| 1994     | J1   | 12     | 8      | 14,497              | Chung kết     | Vòng 1       | –      | –         |
| 1995     | J1   | 14     | 6      | 17,313              | –             | Vòng 2       | –      | –         |
| 1996     | J1   | 16     | 4      | 13,792              | Vòng bảng     | Vòng 3       | –      | –         |
| 1997     | J1   | 17     | 1      | 10,448              | Chung kết     | Bán kết      | –      | –         |
| 1998     | J1   | 18     | 2      | 12,867              | Vô địch       | Từ kết       | –      | –         |
| 1999     | J1   | 16     | 1      | 12,273              | Từ kết        | Từ kết       | C1     | Vô địch   |
| 2000     | J1   | 16     | 4      | 12,534              | Từ kết        | Từ kết       | C1     | Chung kết |
| 2001     | J1   | 16     | 2      | 16,650              | Chung kết     | Vòng 4       | C1     | Chung kết |
| 2002     | J1   | 16     | 1      | 16,564              | Từ kết        | Từ kết       | –      | –         |
| 2003     | J1   | 16     | 2      | 17,267              | Bán kết       | Vô địch      | –      | –         |
| 2004     | J1   | 16     | 5      | 17,126              | Vòng bảng     | Chung kết    | CL     | Vòng bảng |
| 2005     | J1   | 18     | 6      | 17,296              | Từ kết        | Từ kết       | CL     | Vòng bảng |
| 2006     | J1   | 18     | 5      | 18,002              | Từ kết        | Từ kết       | –      | –         |
| 2007     | J1   | 18     | 9      | 16,359              | Vòng bảng     | Vòng 5       | –      | –         |
| 2008     | J1   | 18     | 16     | 15,465              | Vòng bảng     | Vòng 5       | –      | –         |
| 2009     | J1   | 18     | 11     | 13,523              | Vòng bảng     | Vòng 4       | –      | –         |
| 2010     | J1   | 18     | 11     | 12,137              | Vô địch       | Vòng 4       | –      | –         |
| 2011     | J1   | 18     | 8      | 11,796              | Từ kết        | Vòng 3       | –      | –         |
| 2012     | J1   | 18     | 12     | 13,122              | Vòng bảng     | Vòng 4       | –      | –         |
| 2013     | J1   | 18     | 17     | 10,895              | Vòng bảng     | Từ kết       | –      | –         |
| 2014     | J2   | 22     | 4      | 8,774               | –             | Vòng 3       | –      | –         |

- Nguồn: J. League Data Site

## Cầu thủ

### Đội hình hiện tại
As of 7 tháng 1 năm 2022

Ghi chú: Quốc kỳ chỉ đội tuyển quốc gia được xác định rõ trong điều lệ tư cách FIFA. Các cầu thủ có thể giữ hơn một quốc tịch ngoài FIFA.
| Số | VT | Quốc gia | Cầu thủ                                     |
| -- | -- | -------- | ------------------------------------------- |
| 1  | TM | Nhật Bản | Naoki Hatta                                 |
| 2  | HV | Nhật Bản | Norimichi Yamamoto                          |
| 3  | HV | Nhật Bản | Kentaro Oi                                  |
| 5  | HV | Nhật Bản | Daiki Ogawa                                 |
| 6  | HV | Nhật Bản | Makito Ito                                  |
| 7  | TV | Nhật Bản | Rikiya Uehara                               |
| 8  | TV | Nhật Bản | Kotaro Omori                                |
| 9  | TĐ | Nhật Bản | Kenyu Sugimoto (Mượn từ Urawa Red Diamonds) |
| 10 | TV | Nhật Bản | Hiroki Yamada                               |
| 11 | TĐ | Nhật Bản | Yuki Otsu                                   |
| 14 | TV | Nhật Bản | Masaya Matsumoto                            |
| 17 | TV | Nhật Bản | Yuto Suzuki                                 |
| 18 | TĐ | Nhật Bản | Ryo Germain                                 |
| 21 | TM | Nhật Bản | Ryuki Miura                                 |
| 23 | TV | Nhật Bản | Kosuke Yamamoto                             |
| 24 | TM | Nhật Bản | Yuji Kajikawa                               |

| Số | VT | Quốc gia | Cầu thủ          |
| -- | -- | -------- | ---------------- |
| 25 | HV | Nhật Bản | Riku Morioka     |
| 26 | HV | Nhật Bản | Yutaro Hakamata  |
| 27 | TĐ | Nhật Bản | Mahiro Yoshinaga |
| 28 | TV | Nhật Bản | Naoki Kanuma     |
| 29 | TĐ | Colombia | Fabián González  |
| 30 | TV | Nhật Bản | Naoya Seita      |
| 31 | TV | Nhật Bản | Yosuke Furukawa  |
| 32 | TV | Nhật Bản | Atsushi Kurokawa |
| 33 | TV | Brasil   | Dudu             |
| 36 | HV | Brasil   | Ricardo Graça    |
| 37 | TM | Moldova  | Alexei Koșelev   |
| 38 | TV | Nhật Bản | Kensuke Fujiwara |
| 39 | HV | Nhật Bản | Ryo Takano       |
| 40 | TĐ | Nhật Bản | Shota Kaneko     |
| 50 | TV | Nhật Bản | Yasuhito Endō    |

### Cho mượn
Ghi chú: Quốc kỳ chỉ đội tuyển quốc gia được xác định rõ trong điều lệ tư cách FIFA. Các cầu thủ có thể giữ hơn một quốc tịch ngoài FIFA.
| Số | VT | Quốc gia | Cầu thủ                                          |
| -- | -- | -------- | ------------------------------------------------ |
| —  | HV | Nhật Bản | Hiroki Ito (Cho VfB Stuttgart mượn)              |
| —  | HV | Nhật Bản | Kaito Suzuki (Cho Tochigi S.C. mượn)             |
| —  | HV | Nhật Bản | So Nakagawa (Cho Ryukyu mượn)                    |
| —  | TV | Nhật Bản | Takeaki Harigaya (Cho Giravanz Kitakyushu mượn]) |
| —  | TV | Nhật Bản | Kotaro Fujikawa (Cho Giravanz Kitakyushu mượn)   |
| —  | TĐ | Nhật Bản | Naoto Miki (Cho Fujieda MYFC mượn)               |

### Cầu thủ World Cup
Những cầu thủ sau đã được quốc gia của họ lựa chọn tham dự World Cup, khi đang chơi cho Júbilo Iwata:
- Dunga (1998)
- Hiroshi Nanami (1998)
- Masashi Nakayama (1998, 2002)
- Toshihiro Hattori (1998, 2002)
- Takashi Fukunishi (2002, 2006)
- Kim Jin-Kyu (2006)
- Yūichi Komano (2010)
- Masahiko Inoha (2014)

### Cầu thủ có thành tích
Những cầu thủ sau đây đã giành được danh hiệu khi ở Júbilo Iwata::
- Cầu thủ xuất sắc nhất J.League
  -  Dunga (1997)
  -  Masashi Nakayama (1998)
  -  Toshiya Fujita (2001)
  -  Naohiro Takahara (2002)
- Vua phá lưới J.League
  -  Masashi Nakayama (1998, 2000)
  -  Naohiro Takahara (2002)
  -  Ryoichi Maeda (2009, 2010)
- J.League Best XI
  -  Hiroshi Nanami (1996, 1997, 1998, 2002)
  -  Dunga (1997, 1998)
  -  Tomoaki Ōgami (1997)
  -  Masashi Nakayama (1997, 1998, 2000, 2002)
  -  Daisuke Oku (1998)
  -  Toshiya Fujita (1998, 2001, 2002)
  -  Makoto Tanaka (1998)
  -  Takashi Fukunishi (1999, 2001, 2002, 2003)
  -  Arno van Zwam (2001)
  -  Toshihiro Hattori (2001)
  -  Go Oiwa (2001)
  -  Hideto Suzuki (2002)
  -  Makoto Tanaka (2002)
  -  Naohiro Takahara (2002)
  -  Yoshikatsu Kawaguchi (2006)
  -  Ryoichi Maeda (2009, 2010)
  -  Yūichi Komano (2012)
- Tân binh xuất sắc nhất J.League
  -  Robert Cullen (2005)
- J.League Cup MVP
  -  Nobuo Kawaguchi (1998)
  -  Ryoichi Maeda (2010)
- Danh hiệu Người hùng mới tại Cúp J.League
  -  Hiroshi Nanami (1996)
  -  Naohiro Takahara (1998)
- Vua phá lưới J2 League 
  -  Jay Bothroyd (2015)

### Đội trưởng câu lạc bộ
- Morishita Shinichi 1994
- Mitsunori Yoshida 1995
- Masashi Nakayama 1996-1998
- Toshihiro Hattori 1999-2005
- Takashi Fukunishi 2006
- Hideto Suzuki 2007
- Yoshikatsu Kawaguchi 2008
- Takano Takano 2009
- Nasu Daisuke 2010-2011
- Yamada Daiki 2012-2013
- Daisuke Matsui 2014
- Ryoichi Maeda 2014
- Kota Ueda 2015-2016
- Kentaro Oi 2017
- Sakurauchi Nagisa 2018-

### Cựu cầu thủ
Các cầu thủ có nhiều lần khoác áo quốc tế:
| JFA. - Hiroki Yamada - Hiroshi Nanami - Masashi Nakayama - Masahiko Inoha - Naohiro Takahara - Norihiro Nishi - Ryoichi Maeda - Takashi Fukunishi - Toshihiro Hattori - Yūichi Komano |  | AFC/ CAF/ OFC. - Hwang Song-su - Kim Jong-song - Baek Sung-dong - Choi Yong-soo - Han Sang-woon - Jung Woo-young - Kim Jin-Kyu - Lee Gang-Jin - Lee Keun-ho - Park Joo-ho - Camara Ibrahima Rene |  | UEFA. - Salvatore Schillaci - André Paus - Arno van Zwam - Gerald Vanenburg - Dmitri Radchenko - Aleksandar Živković - Avraam Papadopoulos |  | CONMEBOL. - Adílson Batista - Alessandro Cambalhota - Carlinhos Paraíba - Dedimar - Dunga - Fabrício - Ferdinando Leda - Gavião - Gilsinho - Henrique - Marcelo Mabilia - Marquinhos Paraná - Popo - Rodrigo - Rodrigo Gral - Rodrigo Souto - Thiago - Tinga - Walter - Roberto Torres |  |

## Huấn luyện viên
| Huấn luyện viên              | Quốc tịch     | Giai đoạn             |
| ---------------------------- | ------------- | --------------------- |
| Kazuaki Nagasawa             | Nhật Bản      | 1993                  |
| Hans Ooft                    | Hà Lan        | 1994–96               |
| Luiz Felipe Scolari          | Brasil        | 1/7/1997 – 31/12/1997 |
| Takashi Kuwahara (tạm quyền) | Nhật Bản      | 1997                  |
| Valmir                       | Brasil        | 1998                  |
| Takashi Kuwahara             | Nhật Bản      | 1999                  |
| Gjoko Hadžievski             | Bắc Macedonia | 1/1/2000 – 31/12/2000 |
| Masakazu Suzuki              | Nhật Bản      | 2000–02               |
| Masaaki Yanagishita          | Nhật Bản      | 1/2003 – 12/2003      |
| Takashi Kuwahara             | Nhật Bản      | 2004                  |
| Masakazu Suzuki              | Nhật Bản      | 2004                  |
| Masakuni Yamamoto            | Nhật Bản      | 9/11/2004 – 19/6/2006 |
| Adílson Batista              | Brasil        | 23/6/2006 – 9/9/2007  |
| Atsushi Uchiyama             | Nhật Bản      | 10/9/2007 – 30/8/2008 |
| Hans Ooft                    | Hà Lan        | 2/9/2008 – 31/12/2008 |
| Masaaki Yanagishita          | Nhật Bản      | 1/2009 – 12/2011      |
| Hitoshi Morishita            | Nhật Bản      | 1/1/2012 – 4/5/2013   |
| Tetsu Nagasawa (tạm quyền)   | Nhật Bản      | 5/5/2013 – 26/5/2013  |
| Takashi Sekizuka             | Nhật Bản      | 27/5/2013 – 7/12/2013 |
| Péricles Chamusca            | Brasil        | 2014                  |
| Hiroshi Nanami               | Nhật Bản      | 25/9/2014–            |